# Frank Evers Beddard
Frank Evers Beddard (19 czerwca 1858 – 14 lipca 1925) – angielski zoolog. Był autorytetem w dziedzinie pierścienic, także dżdżownicowatyh. Otrzymał Medal Linneusza za opublikowaną w 1916 książkę dotyczącą skąposzczetów.
Beddard urodził się w Dudley, jego ojcem był John Beddard. Uczył się w Harrow i New College w Oksfordzie. Zmarł w Hampstead w Londynie

## Kariera naukowa
Beddard był naturalistą w komisji wyprawy HMS Challenger od 1882 do 1884.
W 1884, po śmierci Williama Alexandra Forbesa, został mianowany prosektorem Zoological Society of London, odpowiedzialnym za wykonywanie sekcji martwych zwierząt.
Beddard był wykładowcą biologii w Guy's Hospital, egzaminatorem zoologii i anatomii porównawczej w University of London oraz wykładowcą morfologii na Uniwersytecie Oksfordzkim.
Oprócz swoich publikacji z szerokiego zakresu dziedzin zoologii, jak równonogi, ssaki, ornitologia, zoogeografia i ubarwienie zwierząt, Beddard zasłynął jako autorytet w dziedzinie pierścienic, publikując dwie książki na temat tej gromady i udzielają się w artykułach dotyczących dżdżownic, pijawek oraz innej grupy bezkręgowców, nicieni, którą opisał dla wydanej w 1911 Encyclopædia Britannica, gdzie użył inicjałów "F.E.B.". Coles cytuje książkę W.H. Hudsona z 1919, The book of a naturalist, s. 347:

Pewnego wieczora siedziałem z Frankiem E. Beddardem w jego klubie i, korzystając z okazji, zadałem mu parę pytań o dżdżownice, jako że jest najwspanialszym autorytetem z tej dziedziny  we Wszechświecie

Beddard napisał biografie dwóch zoologów, Williama Henry'ego Flowera i Johna Andersona, do słownika Dictionary of National Biography. Jest autorem tomu 10. (Mammalia) Cambridge Natural History.
Po Beddardzie nazwany jest szopowaty Bassaricyon beddardi (Pocock, 1921).

## Publikacje

### Książki
- Report on the Isopoda collected by H. M. S. Challenger during the years 1873-76 HMSO, 1884
- Animal Coloration: an account of the principal facts and theories relating to the colours and markings of animals Swan Sonnenschein, 1892
- A Text-book of Zoogeography. Cambridge University Press, 1895
- A Monograph of the Order of Oligochaeta. Oxford at the Clarendon Press, 1895
- A Book of Whales. John Murray, 1895
- The Cambridge natural history. Vol. 10 Mammalia. Macmillan, 1895
- Elementary Zoology. Longmans, Green, 1898
- The Structure and Classification of Birds Longmans, Green, 1898
- Mammalia, Macmillan, 1902
- Natural History in Zoological Gardens: Being Some Account of Vertebrated Animals, Archibald Constable, 1905
- Earthworms and Their Allies. Cambridge University Press, 1912

### Rozdziały
- Hudson, W.H. and Beddard, Frank E. British Birds. Rozdział dotyczący budowy i klasyfikacji. Pierwsza edycja, 1898. Longmans, Green, 1921